# Max Rosenfeld
Max Rosenfeld (ur. 1884 w Drohobyczu, zm. 13 lutego 1919 w Wiedniu) - żydowski publicysta, działacz Poalej Syjon, wybrany do Sejmu Ustawodawczego II RP, zmarł przed objęciem mandatu.

## Życiorys
Urodził się w Drohobyczu. Trudnił się publicystyką polityczną. Był zaangażowany w działalność partii Poalej Syjon. W 1918 był przewodniczącym Gminy Wyznaniowej Żydowskiej w Przemyślu. Kandydował z powodzeniem w wyborach do Sejmu Ustawodawczego lecz zmarł w Wiedniu w drodze powrotnej do kraju z kongresu socjalistycznego w Bernie. Nie objął mandatu.